# Грінченко Микола Олексійович
Мико́ла Олексі́йович Грі́нченко (21 квітня (3 травня) 1888, Київ — 27 листопада 1942, Уфа, Башкортостан, РСФРР) — український музикознавець, фольклорист. Заслужений діяч мистецтв УРСР (1941). У 1925—1928 роках ректор Музично-драматичного інституту в Києві, професор Київської консерваторії. Автор основоположних праць з історії української музики.

## Біографія
Народився 21 квітня (3 травня) 1888 року в Києві в сім'ї робітника заводу «Арсенал». Батько Миколи був музично обдарованою людиною, співав у хорі Київської опери, згодом став її хормейстером.
Початкову музичну освіту (хоровий спів, диригування, фортепіано) хлопець здобув у Придворній співацькій капелі в Санкт-Петербурзі, де навчався у 1897—1901 роках. Повернувшись до Києва, закінчив реальне училище, а 1912 року — музичне училище Російського музичного товариства. Першу наукову працю — «Українська музика та її представники» (рос. «Украинская музыка и ее представители») — Микола Грінченко опублікував у 1908—1909 роках у Тамбові (нині місто в Російській Федерації) в журналі «Баян».
Закінчив один курс історико-філологічного факультету Київського державного українського університету. У 1918—1921 роках навчався на історико-філологічному факультеті Кам'янець-Подільського державного українського університету (дійсний студент від 25 листопада 1918 року). Під керівництвом В'ячеслава Претра (відомого тоді вченого, зокрема, в галузі первісних музичних культур) написав дипломну роботу. Від 1921 року був лектором історії музики в Кам'янець-Подільському інституті народної освіти, створеному на заміну університету. Тут уперше розробив і почав читати курс історії української музики.
У 1922—1934 роках був викладачем історії музики й народної творчості Музично-драматичного інституту імені Миколи Лисенка в Києві (у 1925—1928 роках був його ректором). Грінченко читав усі музично-історичні курси, що стосувались української, російської, західноєвропейської музики, вперше почав викладати тут курси історії опери, музичної критики, наукознавчі курси: музичної історіографії (за висловом Грінченка, «історії історії музики») та історії української музичної фольклористики. Завдяки педагогічній діяльності Миколи Олексійовича надбанням інститутських музично-історичних курсів стала низка прогресивних здобутків тогочасного українського та західноєвропейського музикознавства. В атмосфері посилення позицій Асоціації пролетарських музикантів України в українській музичній культурі Грінченко 1928 року залишив посаду ректора, а по суті — був звільнений, й до 1934 року працював в інституті проректором з навчальної роботи.
1933 року був заарештований на три місяці разом зі своїм родичем, українським поетом та науковцем-славістом Михайлом Драй-Хмарою. Після заслання на Колиму Драй-Хмари деякий час опікувався дочкою поета, надаючи їй змогу навчатися в музичній школі.
У 1934—1937 Микола Грінченко (після розділення Музично-драматичного інституту на театральний інститут і консерваторію) — професор Київської консерваторії.
У 1930-х роках Грінченко був звинувачений у «буржуазному націоналізмі». Зокрема, 1934 року в журналі «Радянська музика» зазначалося, що «він має негайно викрити свої націоналістичні погляди» або «треба негайно усунути той вплив, який має Грінченко на студентську молодь». Наслідком таких звинувачень став арешт Грінченка, позбавлення роботи, нігілістична критика творчого доробку науковця аж до 1938 року. Внаслідок цих тяжких випробувань учений захворів на туберкульоз.
У 1938—1942 роках Микола Олексійович був науковим співробітником Інституту українського фольклору АН УРСР, 1942 року — директор Інституту народної творчості та мистецтв АН УРСР (нині Інститут мистецтвознавства, фольклористики та етнології імені М. Т. Рильського НАН України), який під час евакуації перебував в Уфі (нині столиця Башкортостану, Російська Федерація).

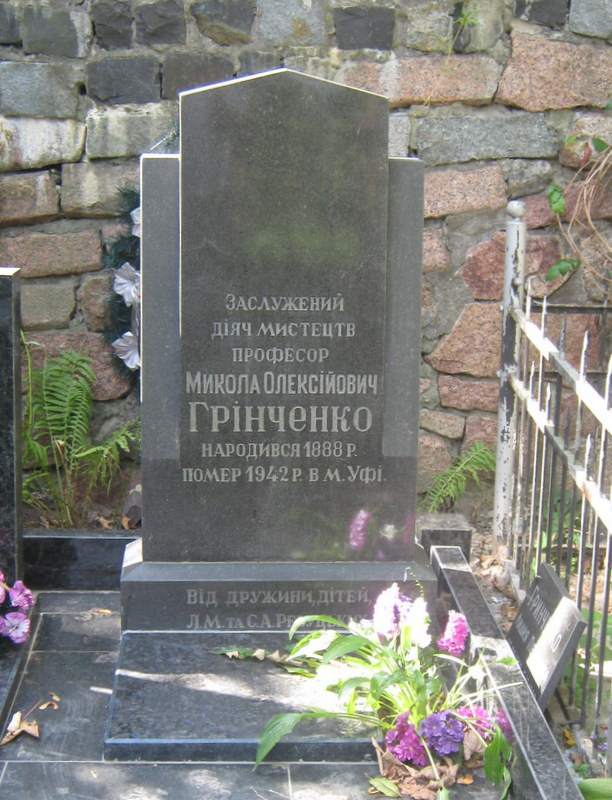
Могила Миколи Грінченка

Помер 27 листопада 1942 року в Уфі. 1953 року перепохований у Києві на Байковому цвинтарі (ділянка № 2).

## Наукова діяльність
Наукові інтереси Грінченка зосереджувалися на питаннях історії української музичної культури, національного пісенного фольклору, наукового музикознавства тощо. Автор праць:
- «Історія української музики» (1922) [Архівовано 27 червня 2018 у Wayback Machine.]
- «Нарис історичного розвитку української народної музики» (опубліковано 1947),
- «Український романс», «Українська народна інструментальна музика», «Українські народні думи», «Коломийки», «Українські радянські народні пісні» та ін. (усі опубліковано 1959).

Працював над створенням «Українського музичного словника» (не опубліковано).
Грінченко — автор численних нарисів про творчість українськиї композиторів: Миколи Лисенка, Якова Степового, Кирила Стеценка, Миколи Леонтовича, Михайла Вериківського, Левка Ревуцького та інших.
Серед його творів є розвідки «Гайдамаки» Кирила Стеценка (1922), «Шевченко і музика» (1941), «Українська тематика в творчості Михайла Глінки» (1959) та інші.
Микола Грінченко займався педагогічною, музичною, громадською, пропагандистсько-просвітницькою діяльністю.

## Вшанування
У Києві є вулиця Миколи Грінченка.